# Lessertia depressa
Lessertia depressa är en ärtväxtart som beskrevs av William Henry Harvey. Lessertia depressa ingår i släktet Lessertia och familjen ärtväxter. Inga underarter finns listade i Catalogue of Life.